# 前橋キリスト教会

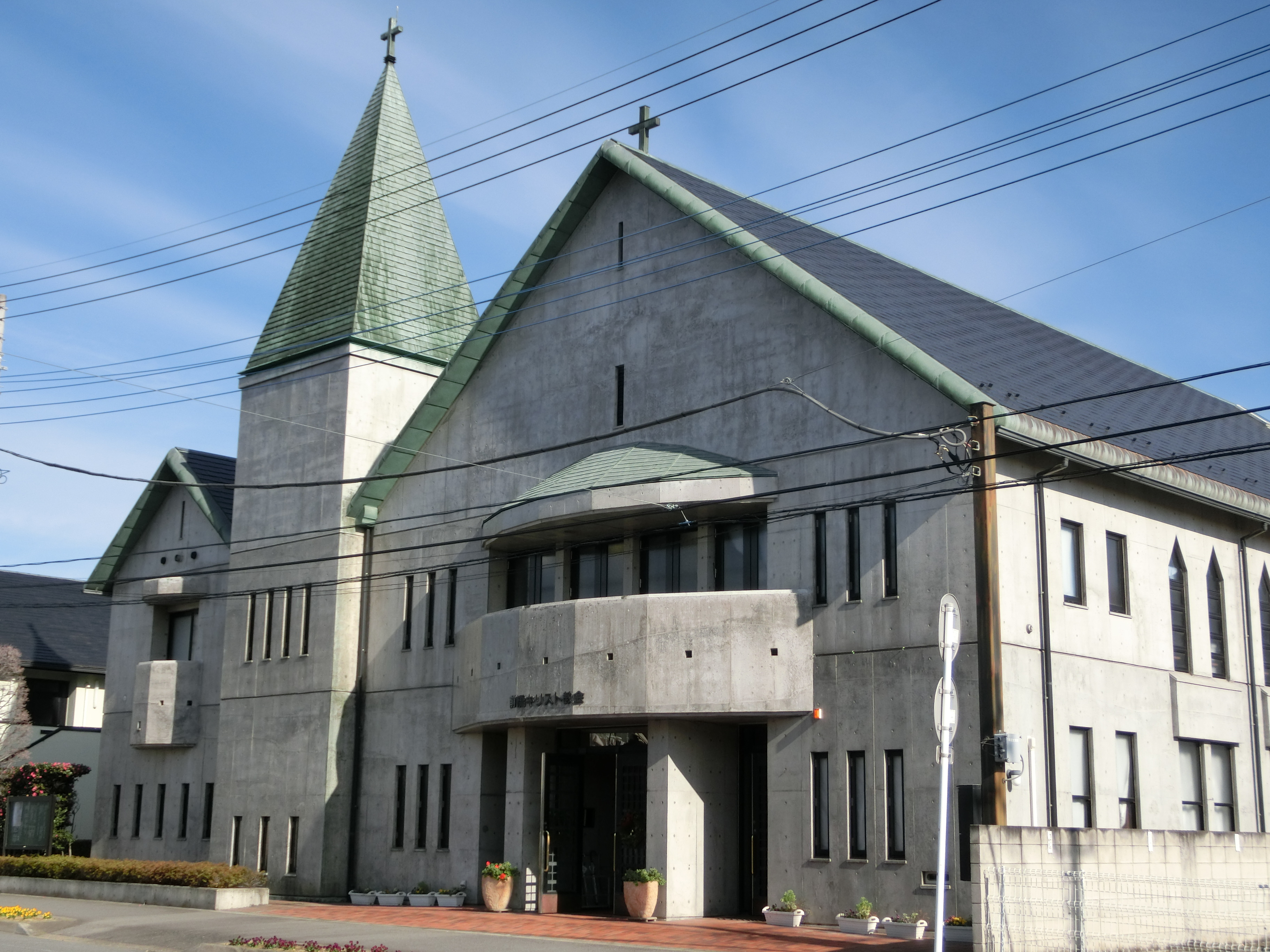
前橋キリスト教会

前橋キリスト教会（まえばしキリストきょうかい）は、日本の福音派の中心的な教会の一つで、数多くの、福音派の指導者、牧師、宣教師を輩出してきた。

## 沿革
- 1923年 創立する。
- 1927年 前橋市で舟喜麟一による開拓伝道が始まった。
- 1941年 日本基督教団の成立に伴い第十部として加入した。
- 1947年 日本基督教団を離脱
- 1953年 福音伝道教団を離脱し、単立教会になる。
- 1965年 単立キリスト教会連盟の成立と共に加盟する。
- 1968年 舟喜麟一が現職のまま死去して、舟喜拓生が牧師になる。
- 1992年 日本福音キリスト教会連合の成立に伴い加入した。
- 2007年 舟喜拓生牧師が引退し名誉牧師になる。
- 2008年 内田和彦が牧師に就任する。

## 出身者
- 舟喜順一
- 舟喜信
- 羽鳥明
- 岡村又男

## 関係者
- 星野富弘（1974年洗礼を受ける）